# Muflon śródziemnomorski

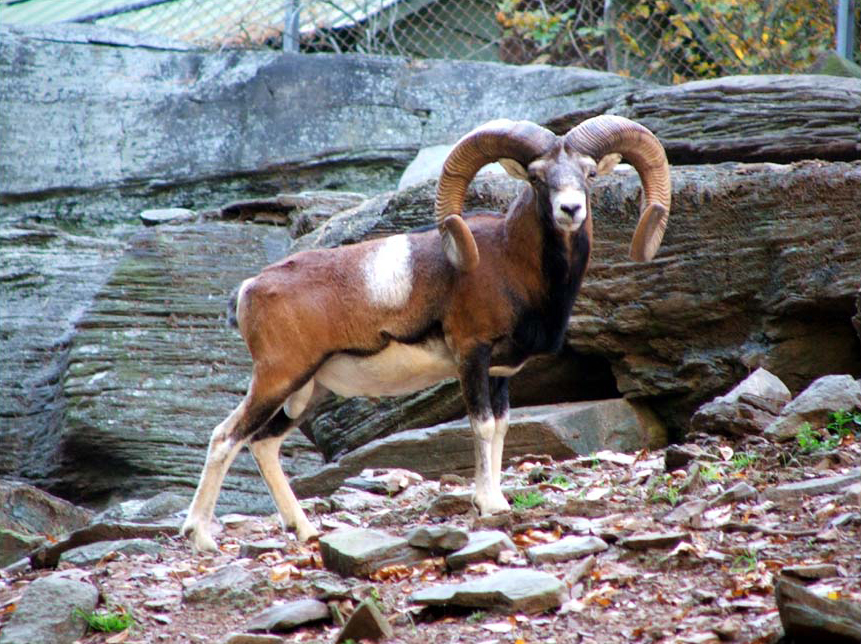
Muflon śródziemnomorski

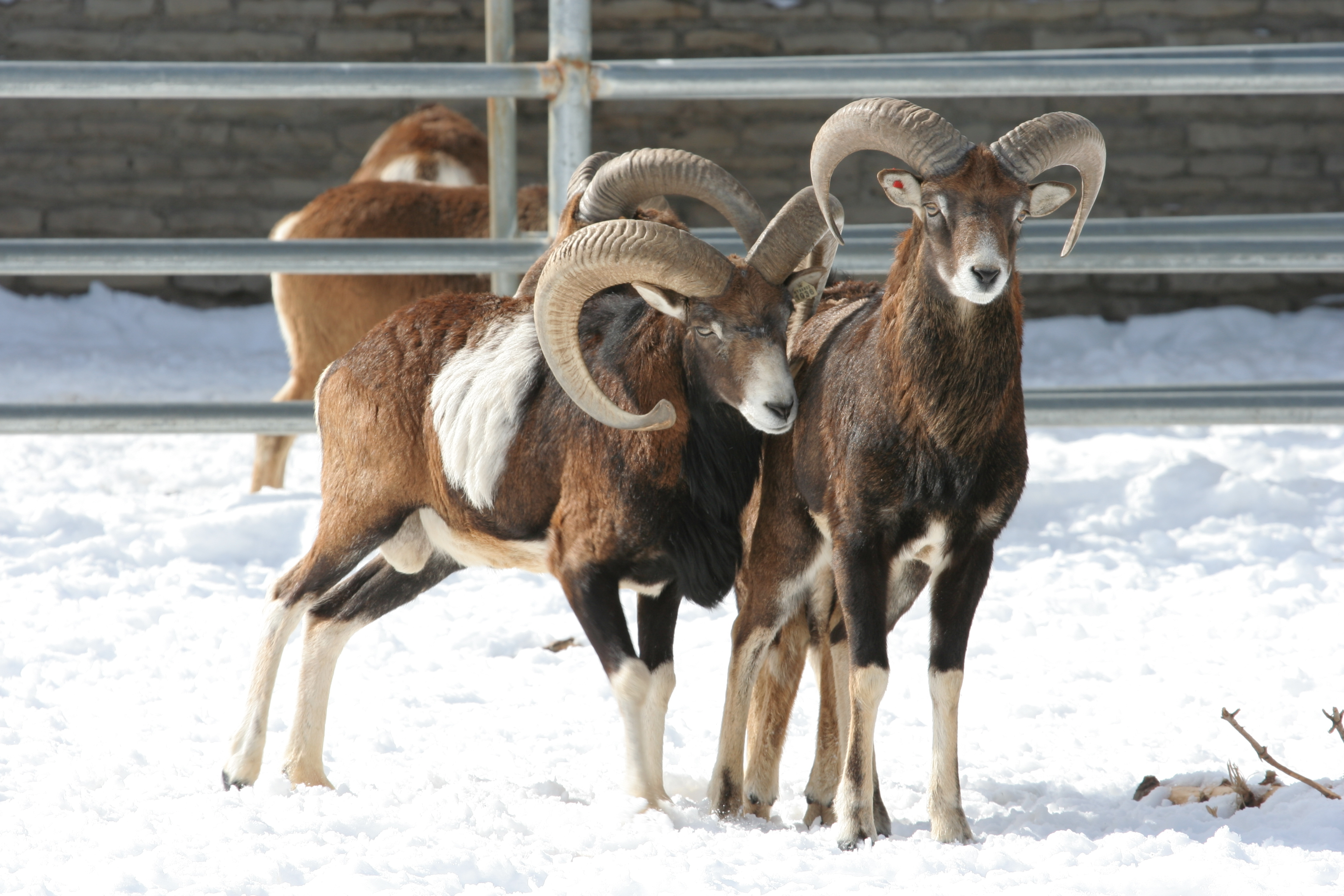
Muflony śródziemnomorskie

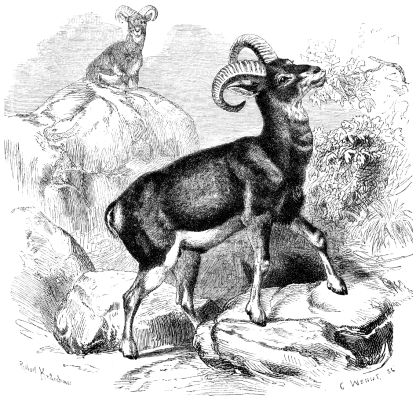
Muflon Ovis musimon, ilustracja z Brehms Tierleben (1887)

Muflon śródziemnomorski (Ovis aries musimon) – podgatunek owcy domowej, ssaka łożyskowego z rodziny wołowatych (Bovidae). Pierwotnie występował tylko na Korsyce i Sardynii, później został introdukowany w wielu miejscach Europy. Najmniejszy przedstawiciel dzikich owiec.

## Morfologia
Długość ciała (głowa i tułów)
70–90 cm
Długość ogona
zwanego chwostem: ok. 6–10 cm
Wysokość w kłębie
60–75 cm
Rogi (pokryte pierścieniowatymi zgrubieniami)
u samców długie, kręcone, o długości 50–80 cm, u samic nie występują, lub osiągają długość maksymalnie rzędu 10 cm
Masa ciała
owca 25–35 kg, tryk 35–40 kg
Ubarwienie
Ubarwienie tryków (zwane inaczej wełną lub runem) jest jasne, szata zimowa jest bardziej brązowa. Samce posiadają często tzw. siodło, charakterystyczną białą plamę na bokach ciała. Podbrzusze, lustro na zadzie i wewnętrzne strony nóg są białe. Wełna muflona, z wyjątkiem włosów na podgardlu, jest stosunkowo krótka.
Rogi
Charakterystyczne, duże, skręcone ślimakowato. Samice nie mają rogów, ewentualnie małe i skierowane do tyłu. U samców proces ich wzrostu jest stopniowy. Już po urodzeniu uwypuklają się na kości czołowej możdżenie. Po miesiącu zaczyna przyrastać rogowa pochwa. Na początku zimy rogi osiągają 15–20 cm, a ich wzrost zatrzymuje się. Na tym etapie zaznacza się wyraźnie pierścień roczny. W następnym roku rozwija się 11-13 zgrubień. Rogi przyrastają o kolejne 20 cm. Z nadejściem zimy wzrost znowu ustaje. Taki cykl powtarza się przez 4–5 lat, dopóki rogi nie skręcą się ślimakowato. Groty rogów zaczynają wtedy dosięgać gardła czy nawet przedniej części pyska. W żargonie myśliwskim rogi nazywają się ślimy.

## Występowanie
Występujące w Europie muflony Ovis aries musimon stanowią jedną z form gatunku Ovis aries, pierwotnie zasiedlającego obszary od Azji Mniejszej po wschodnie obszary Iranu. Prawdopodobnie zostały one około 8000 lat temu celowo lub przypadkowo (osobniki zbiegłe z hodowli) introdukowane na niektórych wyspach Morza Śródziemnego, w tym na Korsyce i Sardynii. Na bazie reliktowych populacji z obu wymienionych wysp dokonano w późniejszych czasach introdukcji muflonów na terenach kontynentalnej części Europy.
Muflon europejski, występujący na Korsyce i Sardynii, żyje w otwartych górskich terenach, na kamienistych, suchych zboczach. Tutaj był zawsze najbardziej zagrożony przez niekontrolowane polowania i kłusownictwo. Wydaje się, że tylko ścisłe przepisy dotyczące polowań i ponowne wprowadzenie ochrony powoli stabilizują jego zasoby. Na Korsyce, gdzie od 1953 r. zakazano polowania na muflony, w 1967 r. było tylko 180 muflonów, ale do 2010 r. populacja wzrosła do 800 osobników. Na Sardynii około 1955 r. populacja liczyła około 700 zwierząt, w 1967 r. tylko około 300 okazów. Programy ochrony zwiększyły populację do ponad 1000 osobników do 1980 roku. W 2015 r. na Sardynii naliczono około 6000 muflonów.
Już w pierwszej połowie XVIII w. książę Eugeniusz Sabaudzki trzymał muflony w swojej zagrodzie w Wiedniu. Część z nich trafiła później do wielkiego zwierzyńca w Lainz na zachodnim obrzeżu Wiednia (niem. Lainzer Tiergarten). W 1840 r. sprowadzono tam jeszcze 19 nowych okazów z Korsyki i Sardynii. Po dwudziestu latach hodowli można tam było już zastrzelić 60 tryków. Podobne doświadczenia miały miejsce ze zwierzętami, które później wypuszczono na Węgrzech, w Czechach i na pruskim Śląsku.
Poczynając od XIX wieku muflon europejski był coraz szerzej naturalizowany w Europie Środkowej. Zaaklimatyzował się tu głównie na obszarach porośniętych przez lasy liściaste i mieszane, zarówno na nizinach, jak i w niskich pasmach górskich, przy czym preferowane przez niego są tereny suche i kamieniste.
Od początku XX wieku sprowadzono muflony bezpośrednio z Sardynii i Korsyki jako zwierzynę parkową i łowną w Niemczech. Tutaj kupiec z Hamburga Oscar Louis Tesdorpf przyspieszył naturalizację. Pierwsze okazy zostały wypuszczone w Göhrde w 1903 r., następne w okręgu Harzgerode w 1906 r., a następnie w górach Taunus i Solling w Dolnej Saksonii. Wszędzie muflon preferował obszary płaskie lub nisko położone z pokryciem lasu, a nie obszary górskie ze skałami, zgodnie z oczekiwaniami.
Po znacznym spadku populacji w czasie pierwszej wojny światowej w Rzeszy Niemieckiej było już znowu około 2500 sztuk w 1938 r. Po nowym spadku liczebności w czasie II wojny światowej światowa populacja w 1954 r. wyniosła zaledwie około 4500 sztuk. Następnie zasoby zostały odbudowane dzięki starannej konserwacji i wzrosły do około 20 000 w 1967 r. W tym czasie stado wynosiło 7000 w Republice Federalnej Niemiec, ponad 2000 w Austrii i 2000 na Węgrzech i Czechosłowacji. Po drugiej wojnie światowej pojawiły się także nowe lokalizacje. Muflony naturalizowano w Lesie Bawarskim w latach 1971–1974 za pośrednictwem funduszu kompensacyjnego Wittelsbachów. W styczniu 1969 r. w Luksemburgu niektóre muflony zostały sprowadzone z wielkiej zagrody książęcej w Imbringen (Grünewald), gdzie żyły od 1905 r., do zagrody państwowej w pobliżu Kaundorfu. Stamtąd zostały wypuszczone na wolność w 1970 roku i rozprzestrzeniły się po całym regionie Obersauer. Muflony występują również w rejonie Hosingen, a zwłaszcza w kantonie Echternach.
Muflony zostały sprowadzone w Sudety ze Słowacji w roku 1901 lub 1902 przez hrabiego von Magnisa, ówczesnego właściciela ziemskiego. Wraz z powojenną zmianą granic muflony stały się częścią fauny Polski. Obecnie rejony ich występowania to Karkonosze, Masyw Śnieżnika, Góry Wałbrzyskie, Góry Sowie, Góry Bardzkie. W okresie międzywojennym, w 1934 r., zasiedlono 18 sztukami muflonów nadleśnictwo Starzawę w woj. lwowskim, a w 1936 r. również nadleśnictwo Spałę. Majątek Starzawa należał do dóbr Pawlikowskich z Medyki i był dzierżawiony przez Adama Potockiego ze Smotrycza. Zwierzęta te znacznie ucierpiały w wyniku II wojny światowej. W Górach Świętokrzyskich introdukowano ten gatunek w 1952. Zamieszkuje też Wzgórza Dylewskie w województwie warmińsko-mazurskim oraz lasy wałeckie. Ostatnimi czasy pojawiły się na Podkarpaciu i w Beskidzie Śląskim oraz w okolicach Bystrzanowic Dworu (około 15 sztuk), a w połowie lat 90. w wąwozach: Lipa, Siedmica, Myśliborski (w części Pogórza Kaczawskiego – Park Krajobrazowy Chełmy). Populację muflonów szacowano na około 200 sztuk, z czego 120 owiec żyło w okolicach Wojkowic (woj. śląskie). Już w XXI wieku niewielkie stado obserwowano w gminie Trzebinia (małopolskie).
Główne areały występowania muflona europejskiego znajdują się dziś w Czechach, Niemczech, na Węgrzech i w Austrii. Większe populacje nadal istnieją we Francji, Słowacji, Serbii, Chorwacji i Bułgarii. Szacuje się, że ok. 60 tysięcy zwierząt żyje w sztucznie stworzonych populacjach Europy Środkowej (w 2005 r. było ich nawet ok. 90 tysięcy). Największa część z nich (17,5 tys. osobników) w Czechach. W Niemczech w 2010 r. żyło około 15,6 tys. osobników (w porównaniu do 20,6 tys. w 2005 r.), skupionych w około 120 subpopulacjach. Około 10,6 tys. muflonów żyje na Węgrzech, a około 7,5 tys. w Austrii (brak ich w Vorarlbergu). Na początku lat 80. zwierzęta migrowały z Francji do szwajcarskiego kantonu Valais, gdzie dziś są dwie kolonie z około 200 zwierzętami. IUCN wymienia muflona europejskiego jako gatunek zagrożony.

## Łowiectwo
W Niemczech polowanie na muflony jest regulowane prawem łowieckim zgodnie z federalną ustawą o polowaniach i łowiectwie. W sezonie łowieckim 2015/16 do odstrzału w Niemczech przewidziane było 8000 muflonów (7 270 w sezonie 2010/11), w tym 3000 w Nadrenii-Palatynacie i Turyngii, co stanowi 38% całkowitej populacji. W przeciwieństwie do niektórych innych gatunków zwierząt łownych, liczba osobników przeznaczanych do odstrzału była prawie niezmienna przez ponad dziesięć lat. Duża liczba odstrzałów w porównaniu z wielkością stad wynika z zamiaru utrzymania liczebności stad na stałym poziomie w celu ograniczenia szkód wyrządzanych w środowisku i utrzymania wysokiej zdrowotności populacji.
W sezonie łowieckim 2015/16 w Austrii transza odstrzału wynosiła 2450 muflonów (w sezonie 2014/2015 było to 2640 osobników), z czego 885 w samej Dolnej Austrii, co odpowiada 36% całej populacji.
W polskim Prawie łowieckim muflon również jest gatunkiem łownym z okresem ochronnym. Na tryki polować wolno od 1 października do końca lutego, natomiast na owce i jagnięta od 1 października do 15 stycznia.

## Wymagania siedliskowe
Na swoim pierwotnym obszarze występowania przystosowany do życia na porośniętych skąpą roślinnością górzystych terenach. Tam na twardym gruncie ścierały się kopyta zwierząt. W wielu miejscach, gdzie muflon został introdukowany, brak takiej możliwości powoduje u tych zwierząt zbyt duży rozrost racic, które utrudniają im poruszanie się.

## Wpływ na środowisko
Na terenie Polski stwierdzono negatywny wpływ muflonów na rodzimą przyrodę, w tym na cenne i chronione siedliska naskalne i narumoszowe oraz ciepłolubne postaci lasu lipowo-klonowego. Przemieszczanie się i żerowanie tych zwierząt powoduje ubożenie runa, osłabienie naturalnego odnowienia w zbiorowiskach leśnych, ustępowanie wyspecjalizowanych roślin naskalnych i leśnych, a także uruchamianie procesów erozyjnych, co może skutkować fizycznym niszczeniem całych płatów rzadkich siedlisk. W Czechach i na Słowacji muflony mogą też lokalnie powodować duże straty w gospodarce rolnej i gospodarce.

## Tryb życia
Muflon śródziemnomorski prowadzi zasadniczo dzienny tryb życia, choć może wykazywać aktywność także nocą. Funkcjonuje w małych stadach. Na wolności osiąga wiek do 20 lat.

### Rozród
Okres godowy u nich przypada na okres od października do grudnia, lub nawet od sierpnia do stycznia. Ciąża, po której rodzi się zazwyczaj jedno (rzadziej dwa) jagnię, trwa 22 tygodnie. Samica karmi młode mlekiem przez okres 4–5 miesięcy.

## Pożywienie
Żywi się roślinami zielnymi, liśćmi krzewów i owocami. Zimą zadowala się suchymi liśćmi, korą drzew, gałązkami i porostami.